# Hohenems
Hohenems – miasto w Austrii, w kraju związkowym Vorarlberg, w powiecie Dornbirn. Według Austriackiego Urzędu Statystycznego liczyło 15674 mieszkańców (1 stycznia 2015). 

## Współpraca
Miejscowości partnerskie:
- Bystré, Czechy
- Ostfildern, Niemcy
- Polička, Czechy